# Moritz Eckardt (Volleyball- und Beachvolleyballspieler)
Moritz Eckardt (* 15. Juni 2001) ist ein deutscher Volleyball- und Beachvolleyballspieler.

## Karriere Halle
Eckardt spielte in seiner Jugend beim Berliner TSC als Außenangreifer. Mit dem Verein wurde er 2016 deutscher U16-Meister und 2017 deutscher U18-Vizemeister. Danach war er beim Nachwuchsteam VC Olympia Berlin aktiv und kam als Libero zum Einsatz. Mit der deutschen Junioren-Nationalmannschaft gewann er 2018 die U18-Europameisterschaft. In der Saison 2019/20 spielte Eckardt mit dem VC Olympia in der Zweiten Liga Nord und in der folgenden Saison in der ersten Bundesliga. Für die Playoffs der Saison 2020/21 wurde er von den WWK Volleys Herrsching verpflichtet. Die Herrschinger schieden nach zwei Tiebreak-Niederlagen gegen die SVG Lüneburg im Viertelfinale aus. Anschließend wechselte Eckardt zum Ligakonkurrenten SWD Powervolleys Düren. In der Saison 2021/22 schied Düren im Viertelfinale des DVV-Pokals aus. Das Playoff-Halbfinale verlor die Mannschaft ebenfalls gegen den VfB Friedrichshafen und belegte damit erneut den dritten Platz in der Meisterschaft.
Danach wechselte der Libero zum Ligakonkurrenten Netzhoppers Königs Wusterhausen. Mit den Netzhoppers erreichte er das Viertelfinale im DVV-Pokal 2022/23. In der Bundesliga schied der Verein im Playoff-Viertelfinale aus. 2023 ging er zum TSV Haching München. Die Hachinger schieden im Pokal-Achtelfinale aus und wurden in der Bundesliga-Hauptrunde Elfter. Auch 2024/25 spielt Eckardt in Haching.

## Karriere Beach
Eckardt spielte von 2015 bis 2017 mit Erik Röhrs auf diversen Jugendmeisterschaften. Eckardt/Röhrs gewannen 2017 den U17-Bundespokal und wurden deutsche Vizemeister der U17 und U18. Von 2017 bis 2020 spielte Eckardt unter anderem mit Mio Wüst.